# Болдырев, Максим Дмитриевич
Макси́м Дми́триевич Бо́лдырев (род. 31 марта 2004, Липецк) — российский футболист, полузащитник клуба «Акрон».

## Биография
Родился в Липецке.
В 2014 году начал заниматься футболом в школе липецкого «Металлурга», первый тренер Жуков Евгений Вячеславович.
Зимой 2022 года перешёл в крымский любительский клуб «Орбита».
11 июля 2022 года подписал профессиональный контракт с основной командой липецкого «Металлурга». 16 июля 2022 года в матче Второй лиги против «Рязани» дебютировал в профессиональном футболе.
19 февраля 2024 года был куплен клубом «Акрон». 16 мая 2024 года в матче против «Шинника» дебютировал в Первой лиге.
По итогам сезона 2023/24, с клубом стал бронзовым призёром первенства и одержав победу в стыковых матчах вышел в РПЛ.
27 апреля 2025 года в матче против «Химок» дебютировал в чемпионате России.

## Статистика выступлений
| Выступление        | Выступление       | Выступление      | Лига | Лига | Кубки | Кубки | Стыковые матчи | Стыковые матчи | Итого | Итого |
| Клуб               | Лига              | Сезон            | Игры | Голы | Игры  | Голы  | Игры           | Голы           | Игры  | Голы  |
| ------------------ | ----------------- | ---------------- | ---- | ---- | ----- | ----- | -------------- | -------------- | ----- | ----- |
| Металлург (Липецк) | Вторая лига       | 2022/23          | 27   | 1    | 0     | 0     | —              | —              | 27    | 1     |
| Металлург (Липецк) | Вторая лига («А») | 2023/24          | 18   | 0    | 1     | 0     | —              | —              | 19    | 0     |
| Металлург (Липецк) | Итого             | Итого            | 45   | 1    | 1     | 0     | —              | —              | 46    | 1     |
| Акрон              | Первая лига       | 2023/24          | 2    | 0    | 0     | 0     | 1              | 0              | 3     | 0     |
| Акрон              | РПЛ               | 2024/25          | 1    | 0    | 3     | 0     | —              | —              | 4     | 0     |
| Акрон              | РПЛ               | 2025/26          | 5    | 1    | 1     | 0     | —              | —              | 6     | 1     |
| Акрон              | Итого             | Итого            | 8    | 1    | 4     | 0     | 1              | 0              | 13    | 1     |
| → Акрон-2          | Вторая лига («Б») | 2024             | 9    | 4    | —     | —     | —              | —              | 9     | 4     |
| → Акрон-2          | Вторая лига («Б») | 2025             | 3    | 2    | —     | —     | —              | —              | 3     | 2     |
| → Акрон-2          | Итого             | Итого            | 12   | 6    | —     | —     | —              | —              | 12    | 6     |
| Всего за карьеру   | Всего за карьеру  | Всего за карьеру | 65   | 8    | 5     | 0     | 1              | 0              | 71    | 8     |

## Достижения
«Акрон»
- Бронзовый призёр Первой лиги: 2023/24